# قائمة أنواع الحمض النووي الريبوزي
يَظهر الحمض النووي الريبوزي (الرنا) بأنواع مختلفة داخل الكائنات ويقوم بالعديد من الأدوار المتنوعة. هذه قائمة بأنواع الرنا مجمَّعة حسب الوظيفة. كما أن الاختصارات (الأجنبية) لمختلف الأنواع رنا موضوعة في جدول ومشروحة.

## حسب الوظيفة
| نوع                            | اختصار (إنجليزي)   | وظيفة                                | مكان الوجود   | مرجع. |
| ------------------------------ | ------------------ | ------------------------------------ | ------------- | ----- |
| رنا رسول                       | mRNA               | تشفير البروتين                       | جميع الكائنات |       |
| رنا ريبوسومي                   | rRNA               | الترجمة                              | جميع الكائنات |       |
| رنا الجسيم المتعرف على الإشارة | SRP RNA أو 7SL RNA | الاندماج الغشائي                     | جميع الكائنات | [ 1 ] |
| الرنا الناقل                   | tRNA               | الترجمة                              | جميع الكائنات |       |
| رنا رسول ناقل                  | tmRNA              | منع الريبوسومات من التوقف عن الترجمة | بكتيريا       | [ 2 ] |

| نوع                       | اختصار (إنجليزي) | وظيفة                                               | مكان الوجود             | مرجع.  |
| ------------------------- | ---------------- | --------------------------------------------------- | ----------------------- | ------ |
| رنا صغير نووي             | snRNA            | التضفير ووظائف أخرى                                 | حقيقيات النوى والعتائق  | [ 3 ]  |
| رنا صغير نويي             | snoRNA           | تعديل نوكليوتيدات جزيئات الرنا                      | حقيقيات النوى والعتائق  | [ 4 ]  |
| رنا SmY                   | SmY              | التضفير مفروق للرنا الرسول                          | ديدان أسطوانية          | [ 5 ]  |
| رنا صغير متخصص بجسم كاخال | scaRNA           | نوع من الرنا الصغير النويي ويعدل نوكليوتيدات الرنا. |                         |        |
| رنا موجِّه                  | gRNA             | تعديل نوكليوتيدات الرنا الرسول                      | متقدرة ذوات منشأ الحركة | [ 6 ]  |
| ريبونوكلياز P             | RNase P          | نضوج الرنا الناقل                                   | جميع الكائنات           | [ 7 ]  |
| ريبونوكلياز MRP           | RNase MRP        | نضوج الرنا الناقل، تضاعف الدنا                      | حقيقيات النوى           | [ 8 ]  |
| رنا Y                     |                  | معالجة الرنا، تضاعف الدنا                           | الحيوانات               | [ 9 ]  |
| الرنا المكون للتيلوميراز  | TERC             | تخليق القسيمات الطرفية                              | معظم حقيقيات النوى      | [ 10 ] |
| الرنا القائد المضفر       | SL RNA           | التضفير مفروق للرنا الرسول، معالجة الرنا            |                         |        |

| نوع                             | اختصار (إنجليزي) | وظيفة                                                                          | مكان الوجود        | مرجع.         |
| ------------------------------- | ---------------- | ------------------------------------------------------------------------------ | ------------------ | ------------- |
| رنا مضاد للاتجاه                | asRNA،aRNA       | توهين النسخ، تفكيك الرنا الرسول، العمل على استقرار الرنا الرسول، تثبيط الترجمة | جميع الكائنات      | [ 11 ] [ 12 ] |
| نسخة مضادة للاتجاه طبيعيا-مقرون | cis-NAT          | تنظيم التعبير الجيني                                                           |                    |               |
| رنا كريسبر                      | crRNA            | مقاومة الطفيليات، باستهداف الدنا الخاص بها                                     | البكتيريا والعتائق | [ 13 ]        |
| رنا غير مشفر طويل               | lncRNA           | تنظيم نسخ الجين، تنظيم التخلق                                                  | حقيقيات النوى      |               |
| رنا ميكروي                      | miRNA            | تنظيم التعبير الجيني                                                           | معظم حقيقيات النوى | [ 14 ]        |
| رنا متآثر مع بيوي               | piRNA            | إسكات الينقولات بعد الترجمة، ربما وظائف أخرى.                                  | معظم الحيوانات     | [ 15 ] [ 16 ] |
| رنا متدخل صغير                  | siRNA            | تنظيم التعبير الجيني                                                           | معظم حقيقيات النوى | [ 17 ]        |
| رنا دبوس شعر قصير               | shRNA            | تنظيم التعبير الجيني                                                           | معظم حقيقيات النوى | [ 17 ]        |
| رنا متدخل صغير عامل على مفروق   | tasiRNA          | تنظيم التعبير الجيني                                                           | نباتات جنينية      | [ 18 ]        |
| رنا متدخل صغير متعلق بالتكرار   | rasiRNA          | إسكات الينقولات، نوع من الرنا المتآثر مع بايواي                                | الدروسوفيلا        | [ 19 ]        |
| رنا 7SK                         | 7SK              | التنظيم السلبي لمركب CDK9/سيكلين T                                             |                    |               |
| رنا معزز                        | eRNA             | تنظيم التعبير الجيني                                                           |                    | [ 20 ]        |

| نوع              | وظيفة        | مكان الوجود | مرجع.  |
| ---------------- | ------------ | --- | ------ |
| ينقول راجع       | ذاتي التكاثر | حقيقيات النوى وبعض البكتيريا | [ 21 ] |
| الجينوم الفيروسي | حامل معلومة  | فيروس رنا مزدوج السلاسل، فيروسات الرنا مفدرة السلسلة موجبة الاتجاه وكذلك سالبة الاتجاه، العديد من فيروسات الساتل والفيروسات الراجعة. |        |
| فيرويد           | ذاتي التكاثر | النباتات المصابة بالعدوى | [ 22 ] |
| رنا الساتل       | ذاتي التكاثر | الخلايا المصابة بالعدوى |        |

| نوع       | اختصار (إنجليزي) | وظيفة                                 | مكان الوجود | مرجع.  |
| --------- | ---------------- | ------------------------------------- | ----------- | ------ |
| رنا القبو | vtRNA،vRNA       | انفجار الأجسام الغريبة الحيوية (تكهن) |             | [ 23 ] |